# Белем, Гаэль
Гаэль Белем (фр. Gaëlle Bélem; род. в 1984) — французская писательница реюньонского происхождения, автор отмеченного наградами романа о взрослении Un monstre est là, derrière la porte (2020) и исторического романа Le Fruit le plus Rare: ou la vie d' Edmond Albius (2023).

## Биография
Гаэль Белем родилась в Сен-Бенуа (Реюньон), выросла в скромной семье и начала писать с двенадцати лет. Она покинула Реюньон в возрасте 17 лет, чтобы учиться во Франции — сперва в Тулузе в лицее Пьера-де-Ферма с 2002 по 2005 год, а затем в Университете Париж 1 Пантеон-Сорбонна и, наконец, в Практической школе высших исследований. В 2009 году она начала работать учительницей истории и географии в Иль-де-Франс. Вернувшись на Реюньон, она продолжила преподавание латыни, истории и географии сначала в средней, а затем в старшей школе. Она также была педагогом в следственном изоляторе и помощником судьи в суде по делам несовершеннолетних.
В 2020 году она опубликовала свой первый роман «Монстр там, за дверью» (Un monstre est là, derrière la porte). Книга была удостоена награды Grand prix du roman métis 2020 года, а также премии Андре-Дюбрея Союза писателей за дебютный роман и вошла в число финалистов премии «Приз пяти континентов Франкофонии» того же года. Это не столько автобиографическое, сколько юмористическое повествование о молодой девушке, выросшей в бедной и неблагополучной семье в Сен-Бенуа.
В 2023 году Белем опубликовала свой второй роман «Самый редкий фрукт, или Жизнь Эдмона Альбиуса» («Le fruit le plus rare ou la vie d’Edmond Albius»), представляющий собой одновременно беллетризированную историческую биографию садовода Эдмона Альбиуса и приключенческий роман. Ещё будучи рабом, он предложил способ искусственного опыления, произведший революцию в выращивании ванили. Это сделало возможным прибыльную культивацию Vanilla planifolia далеко за пределами её родного ареала произрастания в Латинской Америке, а его родной остров Реюньон стал ведущим её производителем вместо Мексики.

## Сочинения
- Bélem, Gaëlle. Un monstre est là, derrière la porte :  []. — Paris : Gallimard, 2022. — ISBN 9782072963575.
- Bélem, Gaëlle. Le fruit le plus rare : ou la vie d'Edmond Albius :  []. — Paris : Gallimard, 2023. — ISBN 9782073029898.